# Saccolaimus saccolaimus
Saccolaimus saccolaimus е вид бозайник от семейство Emballonuridae.

## Разпространение
Видът е разпространен в Австралия, Бангладеш, Бруней, Виетнам, Индия, Индонезия, Камбоджа, Малайзия, Мианмар, Папуа Нова Гвинея, Соломонови острови, Тайланд, Филипини и Шри Ланка.